# Fonokardiografija
Fonokardiografija je dijagnostička metoda grafičkog prepoznavanja srčanih tonova i šumova, odnosno metoda kojom se mogu dobiti zapisi svih zvučnih fenomena srca, kako normalnih tako i patoloških, na papiru, sinhrono sa elektrokardiogramom.
Fonokardiografija je dodatak auskultaciji, jer omogućava da se čuju čak i oni tonova i šumova koji se javljaju tokom rada srca, a ne čuju se uz pomoć stetoskopa. Prema tome fonokardiograf, omogućava ispitivaču da registruje i najslabije prepoznatljive zvukove koje srce emituje kada ritmički pumpa krv, kroz srčane šupljine i zalistke. Uz pomoć ovog zapsia a u skladu sa trajanjem snimljenih zvukova, intervalima između njih, prisustva promena u tonovima i dodatnihšumova, moguće je saznati o prisustvu određenih patoloikih stanja na srcu.

## Istorija
Saznanja o zvukovima koje stvara srce datira iz drevnih vremena. Ideja o razvoju instrumenta za njihovo snimanje možda seže u vreme Roberta Hookea (1635–1703.), Koji je napisao „Takođe može postojati mogućnost otkrivanja unutrašnjih pokreta i delovanja tela - bilo životinjskih, biljnih ili ljudskih, uz pomoć zvuka koji stvaraju “.
Najraniji poznati primeri fonokardiografije datiraju iz 1800-ih, dok je oprema za praćenje i fonokardiografsko osluškivanje srca razvijena tek tokom tridesetih i četrdesetih godina 20. veka. Standardizacija je započela 1950. godine, kada je u Parizu održana prva međunarodna konferencija.
Sistem za fonokardiografsko snimanje proizveden od strane kompanije Beckman Instruments korišćen je na bar jednom od svemirskih letova u Projekta Blizanci (1965-1966) za praćenje otkucaja srca astronauta u letu. Bio je to jedan od mnogih Beckmanovih instrumenata specijalizovanih za NASA i koje ona i danas koristi. 
John Keefer podneo je patent za simulator fonokardiograma 1970. godine, dok je bio zaposlenik američke vlade. Originalni opis patenta ukazuje da je reč o uređaju koji preko električnog napona oponaša zvuke ljudskog srca. 

## Značaj
Značaj ove metod ogleda se u tome što ona vrši zapis srčanih zvukova kako normalnih tako i patoloških i analizira njihovo trajanje (deo sistole, dijastole ili čitav njihov interval) i njihov karakter, i time pomaže u verifikovanju šumova i tonova u dijagnozi stečenih i/ili urođenih srčanih mana i objektiviziranju (grafičkom potvrdom) onoga što se utvrdi auskultacijom bolesnika.
Takođe, fonokardiografija omogućuje i uvid u trajanje pojedinih delova srčanog ciklusa, kao i njihovo merenje (npr elektromehanička sistola traje od Q-zupca do drugog aortnog tona, a mehanička sistola srca od prvog do drugog tona srca).
Kako je fonokardiografija procedura koja praktično nema kontraindikacija, jer je potpuno sigurna i bezbolna, ona se propisuje i pacijentima koji su u teškom stanju.

## Indikacije
Fonokardiografija je namenjena pacijentima:
- koji pate od bilo kakvih defekata valvularnog aparata,[11][12]
- pulmonalne stenoze,[13][14]
- mitralna stenoza.[15]
- urođenih anomalija srca,[16][17]
- reumatizma, koji je praćen upalom organa.
- koji se žale na kratak dah tokom vežbanja, ili bol u grudima i srcu,
- koji su ranije imali infarkt miokarda,
- koji imaju povećanu veličinu srca,
- koji su imali strašne zvukove tokom pregleda sa stetoskopom.[18]

## Kontraindikacije
Iako je metoda bezbedna i u načelu bez kontraindikacija, ipak postoji nekoliko relativnih kontraindikacija zbog kojih se fonokardiografski mikrofon ne može pričvrstiti na grudni koš.Ovi faktori uključuju:
- tešku gojaznost,
- oštećenja integriteta kože dojke (povrede, opekotine ili rane).
- pacijente koji piju kafu ujutro, jer time povećavaju krvni pritisak, što znači da će rezultat biti nepouzdani.

## Nedostaci
I pored brojnih dobrih strana, metoda fonokardiografije ima i određene nedostatke:
- veoma slabu osetljivost uređaja u odnosu na ljudsko uvo, tako da npr. slabi zvuci koje lekar dobro čuje i koji se mogu razlikovati tokom auskultacije, neće biti vidljiv na fonokardiogramu.
- nemoguće je odrediti prirodu buke, čak i ako je subjektivna, što je prilično jedinstveno u nekim slučajevima patoloških oboljenja srčanih zalistaka,
- u slučaju pomeranja srca ili dilatacije i hipertrofije njenih komera, veoma je teško naći mesto gde bi trebalo da se postavi fonokardiografski mikrofon.

## Literatura
- Vesna, Bogdanovic; Ivan, Bozic; Ana, Gavrovska; Vladislava, Stojic; Vladimir, Jakovljevic (2013). „Phonocardiography-based mitral valve prolapse detection using an artificial neural network”. Serbian Journal of Experimental and Clinical Research. 14 (3): 113—120. doi:10.5937/sjecr14-4436..
- Almasi, Ali; Shamsollahi, Mohammad-Bagher; Senhadji, Lotfi (1. 8. 2011). A dynamical model for generating synthetic Phonocardiogram signals. Conference Proceedings. 2011. стр. 5686—5689. ISBN 978-1-4577-1589-1. ISSN 1557-170X. PMC 3390312 . PMID 22255630. doi:10.1109/IEMBS.2011.6091376.
- Mizuno, Atsushi; Niwa, Koichiro; Shirai, Takeaki; Shiina, Yumi (1. 1. 2015). „Phonocardiogram in adult patients with tetralogy of Fallot”. Journal of Cardiology (на језику: енглески). 65 (1): 82—86. ISSN 0914-5087. PMID 24842232. doi:10.1016/j.jjcc.2014.03.011. Приступљено 2. 6. 2016.
- Chernecky, Cynthia C.; Berger, Barbara J. (2007). Laboratory Tests and Diagnostic Procedures (на језику: енглески). Elsevier Health Sciences. ISBN 978-1416066835. Приступљено 27. 11. 2016.

## Spoljašnje veze
Mediji vezani za članak Fonokardiografija na Vikimedijinoj ostavi

|  | Molimo Vas, obratite pažnju na važno upozorenje u vezi sa temama iz oblasti medicine (zdravlja). |